# Exkursion

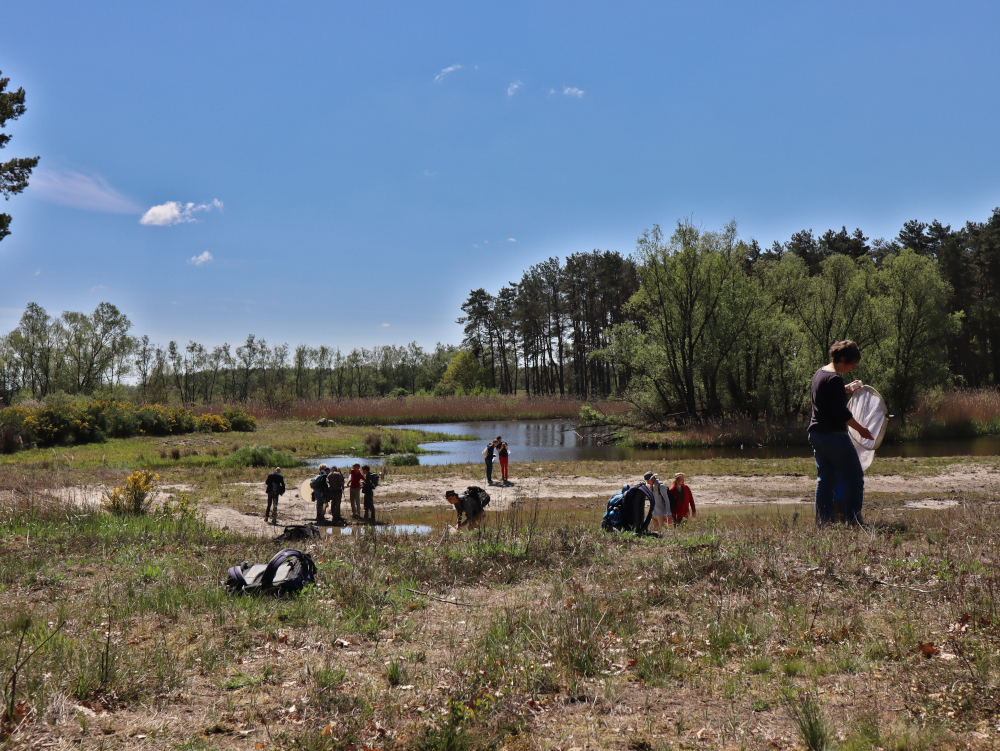
Selbstorganisierte Exkursion durch jugendliche DJN-Mitglieder. An insektenkundlicher Ausrüstung sind Kescher und ein Klopfschirm erkennbar.

Eine Exkursion (lateinisch excursio für „Ausflug“, aus ex für „(her)aus“ und currere für „laufen“) ist ein Lehrausflug mit speziellen Besichtigungen, Wanderungen oder eine Reise (Lehr- und Studienfahrt) unter bildender oder wissenschaftlicher Leitung und Zielsetzung. Bei länger andauernden Exkursionen spricht man auch von einer Forschungsreise.

## Beschreibung

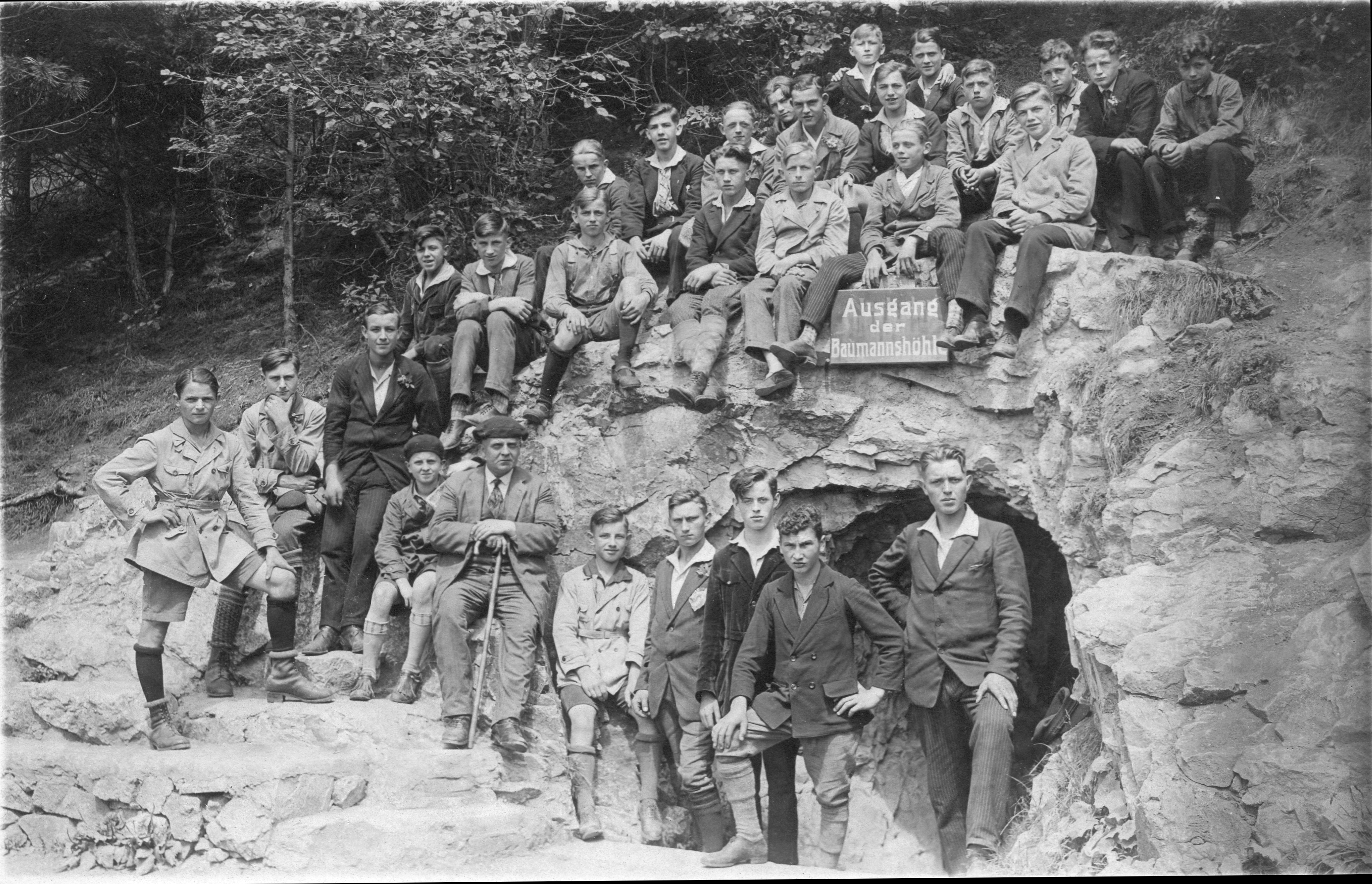
Besuch der Baumannshöhle durch die Nerchauer Beamtenschule (1929)

Typische Exkursionsziele sind beispielsweise: In den Naturwissenschaften ein Observatorium, ein Naturpark, ein Schaubergwerk oder das Erkunden von geologischen oder Landformen, in der Technik sowie im Rahmen der Berufsbildung spezielle Labors oder Unternehmen, die Besichtigung innovativer Bauwerke und diesbezügliche Außendienste sowie Besuche von Ausstellungen, Museen und anderen Kulturveranstaltungen.
Kennzeichnend sind ein festgelegtes Lehrziel und eine entsprechende Nachbearbeitung, etwa in Form von Berichtsprotokollen. Je nach Umfang der Exkursion und Erfahrung der Exkursionsleitung kann eine genaue Planung, auch in Form einer Vorexkursion, notwendig sein. 
Im Rahmen der Schule wird der Lernort Schule für einen gewissen Zeitabschnitt (beispielsweise von einem Tag bis zu mehreren Wochen) verlassen, um sich, im Rahmen des Sachunterrichts, an Ort und Stelle mit dem Realobjekt zu beschäftigen. In diesem Zusammenhang sind (etwa im Bayerischen Unterrichtsrecht) zu unterscheiden: der Unterrichtsgang (Zeitdauer im Bereich von einer Unterrichtsstunde), die Schulfahrt (Schulausflug, halb-, ganz- oder mehrtägig) als Lehrfahrt, die Lehrwanderung (Wanderung mit ausgewiesenen Lehrzielen) sowie die Betriebserkundung (spezielle Form der Lehrwanderung zu einem Betrieb, die dem Fachunterricht dient und ausgewiesene Lehrziele bearbeitet).
Im Rahmen eines Universitätsstudiums ist eine Exkursion eine externe Lehrveranstaltung. Sie dient der Wissensvermittlung eines bestimmten Lehrfaches und als Erweiterung und Vertiefung einer Lehrveranstaltung. Zu diesem Zweck bestehen in der Regel an der jeweiligen Hochschule Exkursionsrichtlinien.
Umgangssprachlich bezeichnet heute das Wort Exkursion auch im Freizeitsektor eine mehrstündige Wanderung in der Gruppe mit einem Exkursionsführer, der naturwissenschaftliche Hinweise und Zusammenhänge anhand vor Ort sichtbarer Gegebenheiten erläutert, oder eine Kulturreise.

## Lehr-/Lern-Methodik
Grundsätzlich kann zwischen klassischen kognitivistischen Überblicksexkursionen mit geringem Selbstbestimmungsgrad des Lernenden, problemorientierten Überblicksexkursionen, handlungsorientierten Arbeitsexkursionen und stark selbstbestimmten, konstruktivistischen Ansätzen unterschieden werden.